# The Straits Times
The Straits Times é um jornal diário de língua inglesa publicado em Singapura, atualmente é de propriedade da Singapore Press Holdings (SPH). É o jornal mais vendido do país, com uma circulação atual de quase 365,800 exemplares, de seu Sunday Times.
Foi originalmente estabelecido em 15 de julho de 1845, como The Straits Times e Singapore Journal of Commerce, nos primeiros dias do domínio colonial britânico, ele pode ser considerado o sucessor de vários outros jornais da época, como o Singapore Chronicle. Depois de Singapura tornar-se independente da Malásia em 9 de agosto de 1965, a publicação se tornou mais focada na ilha, levando à criação do jornal New Straits Times para os leitores da Malásia.
Possui uma edição específica em Myanmar e Brunei, com uma circulação impressa de 5.000 e 2.500 exemplares, respectivamente.